# Championnat d'Europe masculin de volley-ball 1950
Navigation
Italie 1948 France 1951
Le 2e championnat d'Europe masculin de volley-ball s'est déroulé du 14 octobre 1950 au 22 octobre 1950 à Sofia, Bulgarie. Il a mis aux prises les six meilleures équipes continentales.

## Équipes participantes
- Bulgarie
- Hongrie
- Pologne
- Roumanie
- Tchécoslovaquie
- URSS

## Compétition
| # | Équipe          | Pts | J | G | P | Sp | Sc | Ratio | Pp  | Pc  | Ratio |
| - | --------------- | --- | - | - | - | -- | -- | ----- | --- | --- | ----- |
| 1 | URSS            | 10  | 5 | 5 | 0 | 15 | 0  | MAX   | 225 | 88  | 2.557 |
| 2 | Tchécoslovaquie | 9   | 5 | 4 | 1 | 12 | 6  | 2     | 243 | 208 | 1.168 |
| 3 | Hongrie         | 8   | 5 | 3 | 2 | 9  | 9  | 1     | 212 | 221 | 0.959 |
| 4 | Bulgarie        | 7   | 5 | 2 | 3 | 10 | 10 | 1     | 260 | 270 | 0.963 |
| 5 | Roumanie        | 6   | 5 | 1 | 4 | 4  | 13 | 0.308 | 185 | 235 | 0.787 |
| 6 | Pologne         | 5   | 5 | 0 | 5 | 3  | 15 | 0.2   | 166 | 269 | 0.617 |

## Palmarès
| Place                      | Pays            |
| -------------------------- | --------------- |
| Médaille d'or, Europe      | URSS            |
| Médaille d'argent, Europe  | Tchécoslovaquie |
| Médaille de bronze, Europe | Hongrie         |
| 4e                         | Bulgarie        |
| 5e                         | Roumanie        |
| 6e                         | Pologne         |